# Fußballclub Hansa Rostock 1990-1991
La pagina raccoglie i dati riguardanti il Fußballclub Hansa Rostock nelle competizioni ufficiali della stagione 1990-1991.

## Stagione

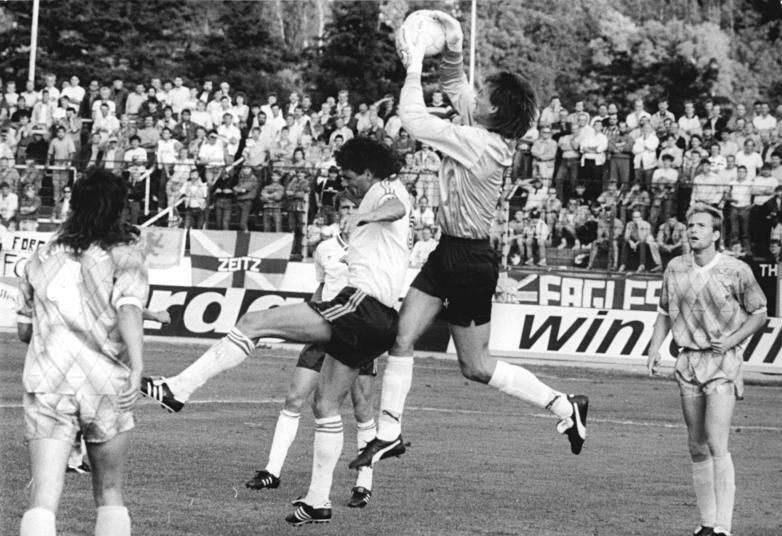
Jens Kunath durante l'incontro della seconda giornata con il. Si possono scorgere i completi in uso al termine della stagione precedente, confermati per tutto il girone di andata.

Nell'ultima edizione del campionato tedesco orientale, l'Hansa Rostock prese il comando solitario della classifica alla quarta giornata e prese il largo, arrivando al giro di boa con quattro punti di vantaggio sulle inseguitrici.. Nel girone di ritorno l'Hansa Rostock amministrò il vantaggio, assicurandosi il titolo con tre gare di anticipo, prevalendo nello scontro diretto con l'ultima squadra rimasta in corsa: tale risultato garantì agli anseatici sia l'accesso in Coppa dei Campioni sia la qualificazione diretta in Fußball-Bundesliga.
Al termine della stagione l'Hansa Rostock guadagnò inoltre l'accesso nella finale dell'ultima edizione della coppa della Germania Est, nella quale prevalse sconfiggendo l'Eisenhüttenstädter Stahl con un gol di Jens Wahl.

## Maglie e sponsor
Lo sponsor tecnico per la stagione 1990-1991 è Puma, mentre lo sponsor ufficiale è UHU.
Nel girone di andata viene adottato lo stile delle divise in uso dal termine della stagione precedente, senza sponsor. In seguito i completi saranno completamente bianchi con le maniche blu, con lo sponsor ufficiale.
| Manica sinistra · Manica sinistra · Maglietta · Maglietta · Manica destra · Manica destra · Pantaloncini · Calzettoni | Manica sinistra · Manica sinistra · Maglietta · Manica destra · Manica destra · Pantaloncini · Calzettoni |  |

## Organigramma societario
Area tecnica
- Allenatore: Uwe Reinders
- Allenatore in seconda: Jürgen Decker

## Rosa

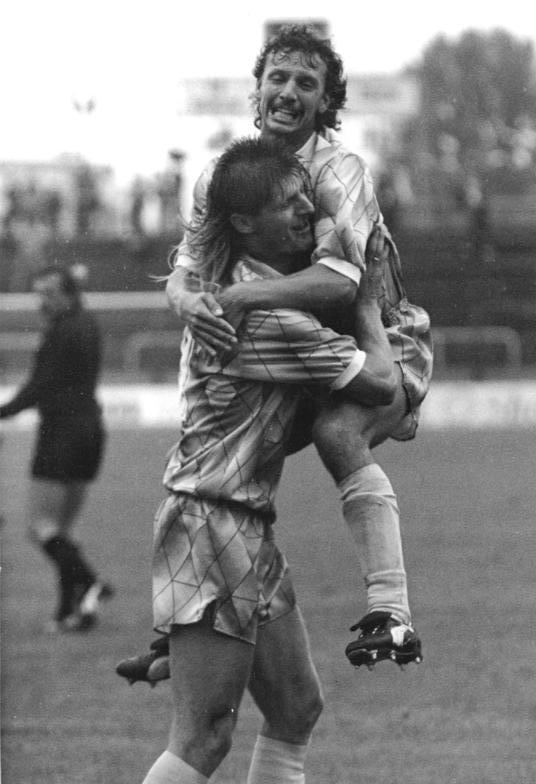
Volker Röhrich e Hilmar Weilandt festeggiano il gol del momentaneo 2-0 contro il FC Berlino durante l'incontro valevole per la quarta giornata del campionato.

| N. |                        | Ruolo | Calciatore      |
| -- | ---------------------- | ----- | --------------- |
|    | Germania (bandiera)    | P     | René Damerow    |
|    | Germania (bandiera)    | P     | Daniel Hoffmann |
|    | Germania (bandiera)    | P     | Jens Kunath     |
|    | Germania (bandiera)    | D     | Gernot Alms     |
|    | Germania (bandiera)    | D     | Bernd Arnholdt  |
|    | Stati Uniti (bandiera) | D     | Paul Caligiuri  |
|    | Germania (bandiera)    | D     | Thomas Gansauge |
|    | Germania (bandiera)    | D     | Thomas Grabow   |
|    | Germania (bandiera)    | D     | Uwe Kirchner    |
|    | Germania (bandiera)    | D     | Heiko März      |
|    | Germania (bandiera)    | D     | Axel Rietentiet |
|    | Germania (bandiera)    | D     | Frank Rillich   |
|    | Germania (bandiera)    | D     | Mike Werner     |

| N. |                     | Ruolo | Calciatore           |
| -- | ------------------- | ----- | -------------------- |
|    | Germania (bandiera) | C     | Andreas Babendererde |
|    | Germania (bandiera) | C     | Jens Dowe            |
|    | Germania (bandiera) | C     | Thomas Finck         |
|    | Germania (bandiera) | C     | Thomas Lässig        |
|    | Germania (bandiera) | C     | Sven Oldenburg       |
|    | Germania (bandiera) | C     | Juri Schlünz         |
|    | Germania (bandiera) | C     | Alex Schulz          |
|    | Germania (bandiera) | C     | Jens Wahl            |
|    | Germania (bandiera) | C     | Hilmar Weilandt      |
|    | Germania (bandiera) | A     | Henri Fuchs          |
|    | Germania (bandiera) | A     | Thomas Reif          |
|    | Germania (bandiera) | A     | Volker Röhrich       |
|    | Germania (bandiera) | A     | Florian Weichert     |

## Calciomercato

### Sessione estiva
| Acquisti | Acquisti        | Acquisti        | Acquisti |
| R.       | Nome            | da              | Modalità |
| -------- | --------------- | --------------- | -------- |
| D        | Thomas Grabow   | FC Berlino      |          |
| D        | Uwe Kirchner    | Dinamo Dresda   |          |
| D        | Paul Caligiuri  | Meppen          |          |
| D        | Thomas Gansauge | Motor Stralsund |          |
| C        | Bernd Arnholdt  | Hafen Rostock   |          |

| Cessioni | Cessioni       | Cessioni           | Cessioni |
| R.       | Nome           | a                  | Modalità |
| -------- | -------------- | ------------------ | -------- |
| D        | Jörg Böhme     | Greifswalder       |          |
| D        | Jens Leonhardt | Hafen Rostock      |          |
| C        | Artur Ullrich  | Hafen Rostock      |          |
| A        | Rainer Jarohs  | Vorwärts Stralsund |          |

### Sessione invernale
| Acquisti | Acquisti    | Acquisti         | Acquisti |
| R.       | Nome        | da               | Modalità |
| -------- | ----------- | ---------------- | -------- |
| D        | Mike Werner | Motor Eberswalde |          |

| Cessioni | Cessioni     | Cessioni                 | Cessioni |
| R.       | Nome         | a                        | Modalità |
| -------- | ------------ | ------------------------ | -------- |
| D        | Uwe Kirchner | Eisenhüttenstädter Stahl |          |

## Risultati

### NOFV-Oberliga

#### Girone di andata
| 1ª giornata | Hansa Rostock | 1 – 1 | Eisenhüttenstädter Stahl |  |

| 2ª giornata | Carl Zeiss Jena | 0 – 3 | Hansa Rostock |  |

| 3ª giornata | Hansa Rostock | 2 – 0 | Stahl Brandeburgo |  |

| 4ª giornata | FC Berlino | 0 – 3 | Hansa Rostock |  |

| 5ª giornata | Hansa Rostock | 1 – 1 | Hallescher |  |

| 6ª giornata | Chemnitz | 0 – 2 | Hansa Rostock |  |

| 7ª giornata | Hansa Rostock | 2 – 0 | Vorwärts Francoforte |  |

| 8ª giornata | Rot-Weiß Erfurt | 1 – 1 | Hansa Rostock |  |

| 9ª giornata | Hansa Rostock | 2 – 0 | Energie Cottbus |  |

| 10ª giornata | Dinamo Dresda | 0 – 0 | Hansa Rostock |  |

| 11ª giornata | Hansa Rostock | 2 – 1 | Sachsen Lipsia |  |

| 12ª giornata | Hansa Rostock | 2 – 0 | Magdeburgo |  |

| 13ª giornata | Lokomotive Lipsia | 3 – 2 | Hansa Rostock |  |

#### Girone di ritorno
| 14ª giornata | Eisenhüttenstädter Stahl | 0 – 0 | Hansa Rostock |  |

| 15ª giornata | Hansa Rostock | 3 – 1 | Carl Zeiss Jena |  |

| 16ª giornata | Stahl Brandeburgo | 2 – 3 | Hansa Rostock |  |

| 17ª giornata | FC Berlino | 2 – 3 | Hansa Rostock |  |

| 18ª giornata | Hallescher | 1 – 1 | Hansa Rostock |  |

| 19ª giornata | Hansa Rostock | 1 – 1 | Chemnitz |  |

| 20ª giornata | Viktoria Francoforte | 1 – 3 | Hansa Rostock |  |

| 21ª giornata | Hansa Rostock | 0 – 1 | Rot-Weiß Erfurt |  |

| 22ª giornata | Energie Cottbus | 1 – 1 | Hansa Rostock |  |

| 23ª giornata | Hansa Rostock | 1 – 3 | Dinamo Dresda |  |

| 24ª giornata | Sachsen Lipsia | 1 – 1 | Hansa Rostock |  |

| 25ª giornata | Magdeburgo | 2 – 1 | Hansa Rostock |  |

| 26ª giornata | Hansa Rostock | 1 – 4 | Lokomotive Lipsia |  |

### Coppa della Germania Est
| 25 agosto 1990 Trentaduesimi di finale | Viktoria Templin | 1 – 5 referto | Hansa Rostock |  |

| 22 settembre 1990 Sedicesimi di finale | Hansa Rostock | 2 – 0 referto | Hallescher |  |

| 20 novembre 1990 Ottavi di finale | Hansa Rostock | 2 – 0 referto | Stahl Thale |  |

| 16 novembre 1990 Quarti di finale | Hansa Rostock | 1 – 0 referto | Rot-Weiß Erfurt |  |

| 2 aprile 1991 Semifinale                     | Lokomotive Lipsia    | 1 – 1 (d.t.s.) referto | Hansa Rostock |  |
| \| \| \| \| \| \| Tiri di rigore 1 – 3 \| \| |                      |                        |               |  |
|                                              |                      |                        |               |  |
|                                              | Tiri di rigore 1 – 3 |                        |               |  |

| Berlino 2 giugno 1991 Finale | Hansa Rostock | 1 – 0 referto | Eisenhüttenstädter Stahl | Friedrich-Ludwig-Jahn-Sportpark |

## Statistiche

### Andamento in campionato
| Giornata  | 1 | 2 | 3 | 4 | 5 | 6 | 7 | 8 | 9 | 10 | 11 | 12 | 13 | 14 | 15 | 16 | 17 | 18 | 19 | 20 | 21 | 22 | 23 | 24 | 25 | 26 |
| --------- | - | - | - | - | - | - | - | - | - | -- | -- | -- | -- | -- | -- | -- | -- | -- | -- | -- | -- | -- | -- | -- | -- | -- |
| Luogo     | C | T | C | T | C | T | C | T | C | T  | C  | C  | T  | T  | C  | T  | C  | T  | C  | T  | C  | T  | C  | T  | T  | C  |
| Risultato | N | V | V | V | N | V | V | N | V | N  | V  | V  | P  | N  | V  | V  | V  | N  | N  | V  | P  | N  | V  | N  | P  | P  |
| Posizione | 9 | 3 | 1 | 1 | 1 | 1 | 1 | 1 | 1 | 1  | 1  | 1  | 1  | 1  | 1  | 1  | 1  | 1  | 1  | 1  | 1  | 1  | 1  | 1  | 1  | 1  |

Fonte:  DDR » Oberliga 1990/1991 » Calendario, su calcio.com, worldfootball.net.
Legenda:

Luogo: C = Casa; T = Trasferta. Risultato: V = Vittoria; N = Pareggio; P = Sconfitta.

### Statistiche di squadra
| Competizione  | Punti | In casa | In casa | In casa | In casa | In casa | In casa | In trasferta | In trasferta | In trasferta | In trasferta | In trasferta | In trasferta | Totale | Totale | Totale | Totale | Totale | Totale | DR  |
| Competizione  | Punti | G       | V       | N       | P       | Gf      | Gs      | G            | V            | N            | P            | Gf           | Gs           | G      | V      | N      | P      | Gf     | Gs     | DR  |
| ------------- | ----- | ------- | ------- | ------- | ------- | ------- | ------- | ------------ | ------------ | ------------ | ------------ | ------------ | ------------ | ------ | ------ | ------ | ------ | ------ | ------ | --- |
| NOFV-Oberliga | 35    | 13      | 8       | 3       | 2       | 23      | 13      | 13           | 5            | 6            | 2            | 21           | 12           | 26     | 13     | 9      | 4      | 44     | 25     | +19 |
| FDGB Pokal    | -     | 4       | 4       | 0       | 0       | 6       | 0       | 2            | 2            | 0            | 0            | 8            | 2            | 6      | 5      | 1      | 0      | 12     | 2      | +10 |
| Totale        | -     | 17      | 12      | 3       | 2       | 29      | 13      | 15           | 7            | 6            | 2            | 29           | 14           | 32     | 18     | 10     | 4      | 56     | 27     | +29 |

### Statistiche dei giocatori
| Giocatore       | NOFV-Oberliga | NOFV-Oberliga | NOFV-Oberliga | NOFV-Oberliga | DFB-Pokal | DFB-Pokal | DFB-Pokal   | DFB-Pokal  | Totale   | Totale | Totale      | Totale     |
| Giocatore       | Presenze      | Reti          | Ammonizioni   | Espulsioni    | Presenze  | Reti      | Ammonizioni | Espulsioni | Presenze | Reti   | Ammonizioni | Espulsioni |
| --------------- | ------------- | ------------- | ------------- | ------------- | --------- | --------- | ----------- | ---------- | -------- | ------ | ----------- | ---------- |
| G. Alms         | 25            | 3             | 4             | 0             | 5         | 0         | 0           | 0          | 30       | 3      | 4           | 0          |
| B. Arnholdt     | 2             | 0             | 0             | 0             | 2         | 0         | 1           | 0          | 4        | 0      | 1           | 0          |
| A. Babendererde | 26            | 4             | 3             | 0             | 5         | 0         | 1           | 0          | 31       | 4      | 4           | 0          |
| P. Caligiuri    | 22            | 0             | 0             | 0             | 5         | 0         | 0           | 0          | 27       | 0      | 0           | 0          |
| R. Damerow      | 0             | 0             | 0             | 0             | 0         | 0         | 0           | 0          | 0        | 0      | 0           | 0          |
| J. Dowe         | 25            | 4             | 2             | 0             | 5         | 0         | 0           | 0          | 30       | 4      | 2           | 0          |
| T. Finck        | 4             | 0             | 1             | 0             | 3         | 0         | 0           | 0          | 7        | 0      | 1           | 0          |
| H. Fuchs        | 24            | 12            | 4             | 0             | 6         | 2         | 0           | 0          | 30       | 14     | 4           | 0          |
| T. Gansauge     | 1             | 0             | 0             | 0             | 2         | 0         | 0           | 0          | 3        | 0      | 0           | 0          |
| T. Grabow       | 0             | 0             | 0             | 0             | 0         | 0         | 0           | 0          | 0        | 0      | 0           | 0          |
| D. Hoffmann     | 13            | -18           | 0             | 0             | 3         | -1        | 0           | 0          | 16       | -19    | 0           | 0          |
| U. Kirchner     | 2             | 0             | 0             | 0             | 1         | 0         | 0           | 0          | 3        | 0      | 0           | 0          |
| J. Kunath       | 13            | -7            | 0             | 0             | 3         | -1        | 0           | 0          | 16       | -8     | 0           | 0          |
| T. Lässig       | 6             | 0             | 1             | 0             | 3         | 0         | 0           | 0          | 9        | 0      | 1           | 0          |
| H. März         | 23            | 0             | 2             | 1             | 4         | 0         | 0           | 0          | 27       | 0      | 2           | 1          |
| S. Oldenburg    | 0             | 0             | 0             | 0             | 0         | 0         | 0           | 0          | 0        | 0      | 0           | 0          |
| T. Reif         | 4             | 0             | 0             | 0             | 3         | 0         | 0           | 0          | 7        | 0      | 0           | 0          |
| A. Rietentiet   | 0             | 0             | 0             | 0             | 0         | 0         | 0           | 0          | 0        | 0      | 0           | 0          |
| F. Rillich      | 19            | 0             | 5             | 0             | 5         | 1         | 0           | 0          | 24       | 1      | 5           | 0          |
| V. Röhrich      | 24            | 4             | 0             | 0             | 4         | 3         | 0           | 0          | 28       | 7      | 0           | 0          |
| J. Schlünz      | 24            | 6             | 4             | 0             | 6         | 1         | 0           | 0          | 30       | 7      | 4           | 0          |
| A. Schulz       | 4             | 0             | 2             | 0             | 1         | 0         | 1           | 1          | 5        | 0      | 3           | 1          |
| J. Wahl         | 23            | 1             | 0             | 0             | 2         | 1         | 0           | 0          | 25       | 2      | 0           | 0          |
| F. Weichert     | 19            | 7             | 2             | 0             | 2         | 1         | 0           | 0          | 21       | 8      | 2           | 0          |
| H. Weilandt     | 22            | 3             | 1             | 0             | 5         | 0         | 0           | 0          | 27       | 3      | 1           | 0          |
| M. Werner       | 9             | 0             | 2             | 0             | 2         | 0         | 1           | 0          | 11       | 0      | 3           | 0          |